# Toni Regnér
Antonia (Toni) Margaretha Cecilia Regnér, född 16 december 1938 i Helsingfors, är en finländsk skådespelare. 

## Biografi
Regnér genomgick 1957–1960 Svenska Teaterns elevskola och var 1960–1963 engagerad vid Wasa Teater, där hon visade sitt temperament som Eliza i Pygmalion och som Katharina i Så tuktas en argbigga. Hon återvände därefter till Svenska Teatern, där hon gjorde sitt verkliga genombrott 1968 som Pernille i Ludvig Holbergs Den rastlöse. Bland hennes övriga roller kan nämnas Karin Månsdotter i Erik XIV och Anna Mellilä i Hårda tider. På grund av sin temperamentsfulla utstrålning och vackra sångröst passade hon i musikalroller och i roller som en stark och varmhjärtad karaktär. Hennes bravurnummer på senare tid blev hennes fullödiga huvudroll som Golde i den av Kurt Nuotio regisserade långköraren En spelman på taket 1994–1995. Hon gick i pension 2001.